# 4-ヒドロキシマンデル酸
4-ヒドロキシマンデル酸 (4-Hydroxymandelic acid) は、アテノロールの合成に使われる化合物である。通常、一水和物(C8H8O4 • H2O at 186.16 g/mol)として存在する。

## 合成
フェノールとグリオキシル酸の縮合反応で得られる。